# Резервуарний понтон
Резервуарний понтон (рос. резервуарный понтон; англ. reservoir pontoon, нім. Pontonschwimmkasten m, Schwimmkörper m) — плаваючий екран, що забезпечує відділення продукту, який зберігається в резервуарі, від газового простору резервуара. Використовується для зменшення втрат нафти та нафтопродуктів від випаровування (так званих великих і малих «дихань» і зворотного «видиху») із резервуарів зі стаціонарним покриттям. Ефективність застосування понтонів залежить від коефіцієнта оборотності резервуара.

## Інтернет-ресурси
- Резервуарний понтон